# Эн-Насирия
Эн-Насири́я (араб. الناصرية‎) — город в Ираке, столица мухафазы Ди-Кар. Расположен в 370 км к юго-востоку от Багдада на берегу реки Евфрат. Население города составляет 560 200 человек (оценка 2003 года), что делает его четвёртым по величине городом Ирака после Багдада, Басры и Мосула. Недалеко от города лежат руины древних шумерских городов Ур и Ларса.
Эн-Насирия является районным торговым центром, окрестные земли используются для орошаемого земледелия — выращиваются финики, хлопчатник, рис и зерновые культуры. Распространено животноводство и разнообразные ремёсла.
Город основан в 1872 году шейхом Насиром Садуном из племенного союза Аль-Мунтафик. В годы Первой мировой войны в результате сражения, в котором погибло 533 англичанина и минимум столько же турок, Эн-Насирия была захвачена Великобританией у Османской империи. В ходе вторжения в Ирак в 2003 году у Эн-Насирии произошло одно из первых крупных сражений. В настоящее время рядом с городом находится американская военная авиабаза Али.

## Климат
Город имеет засушливый пустынный климат с жарким летом и дождливой зимой.
| Показатель           | Янв. | Фев. | Март | Апр. | Май  | Июнь | Июль | Авг. | Сен. | Окт. | Нояб. | Дек. | Год   |
| -------------------- | ---- | ---- | ---- | ---- | ---- | ---- | ---- | ---- | ---- | ---- | ----- | ---- | ----- |
| Средний максимум, °C | 17,1 | 20,2 | 25,4 | 31,8 | 38,6 | 42,7 | 44,8 | 44,8 | 42   | 35,4 | 25,9  | 19,1 | 32,32 |
| Средний минимум, °C  | 6,2  | 8,1  | 12,4 | 18,4 | 23,5 | 26,3 | 28,1 | 27,4 | 24,2 | 19,2 | 12,5  | 7,7  | 17,83 |
| Норма осадков, мм    | 27,4 | 18,1 | 20,9 | 13,3 | 4,3  | 0,2  | 0    | 0    | 0,7  | 6,3  | 14    | 22,5 | 127,7 |

## История

### Османский период

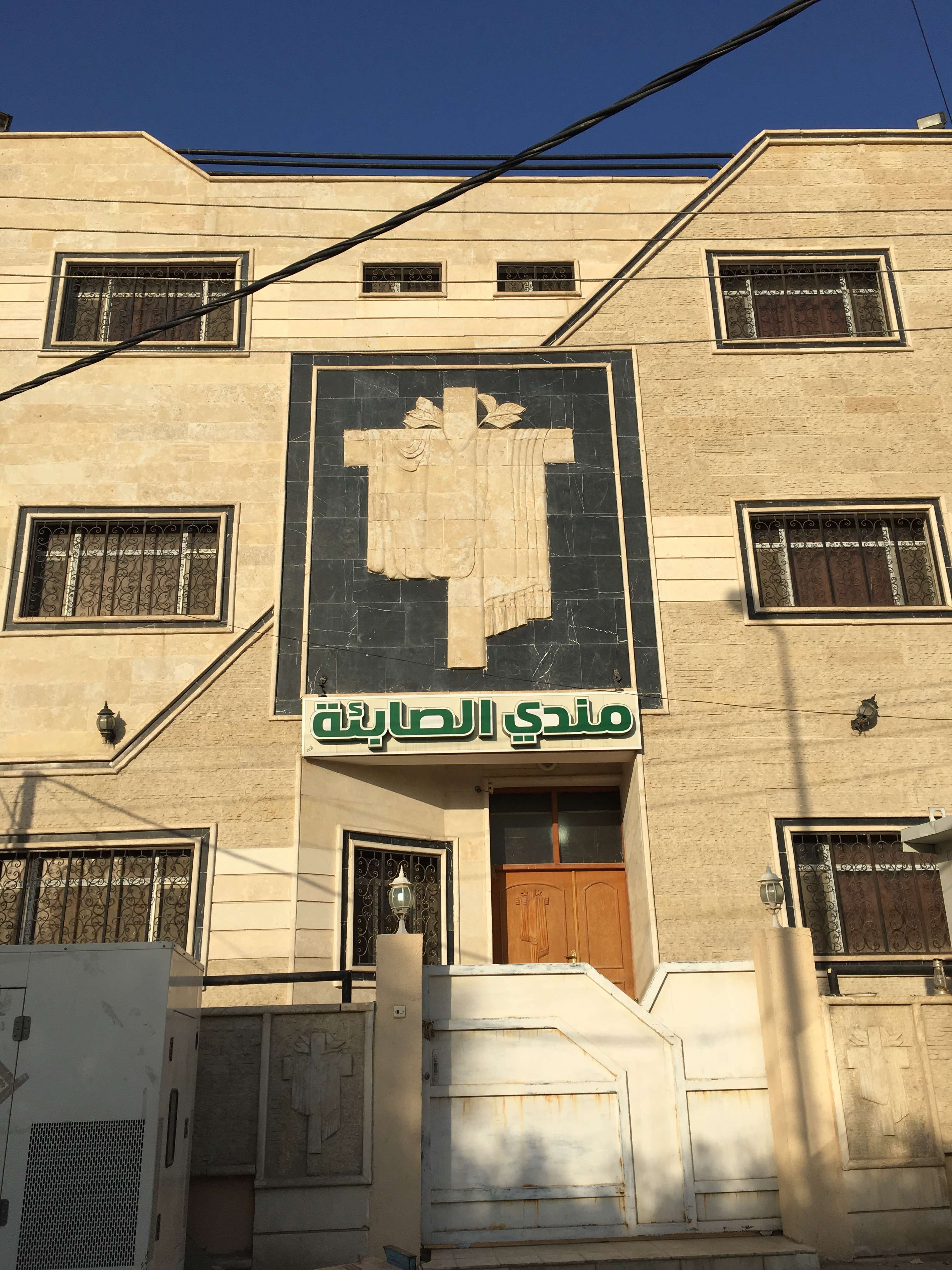
Мандейский дом поклонения в Эн-Насирии, 2016 год

Эн-Насирия была основана в 1872 году Насир ас-Садуном, шейхом племенной конфедерации Мунтафик. В том же году город стал административным центром санджака («района») Мунтафик. На момент основания Эн-Насирии господство клана Мунтафик в Южном Ираке все больше уступало османской централизации. Тем не менее, Насир-паша был назначен османами в качестве главы вилайета (провинции) и получил большие участки земли вокруг Эн-Насирии. Его сын, Саадун-паша, стал мутассарифом (сборщиком налогов) Эн-Насирии и к 1908 году фактически правил южным Ираком от имени османов.
В начале XX века Эн-Насирия имел население примерно в 10000 человек. Большинство его жителей были арабами-шиитами, ещё около 1000 жителей были арабами-суннитами, 300 — персами, 200 — эфиопами, 150 — евреями, 50 — туркменами, 50 — курдами и 20 коренными христианами. Город был крупным центром торговли Османского Ирака, импортировавшим кожу, зерно и топлёное масло. Город имел около 600 хорошо построенных каменных домов, но большинство зданий и домов были построены из необожжённого кирпича. В Эн-Насирии работали около 350 магазинов и 5 ханов (гостиниц). В окрестностях города в изобилии произрастали финиковые пальмы. Город не был защищён стеной, как и другие крупные административные центры. В дополнение к административным функциям он служил форпостом правительства в регионе.

### Британское и хашимитское правление

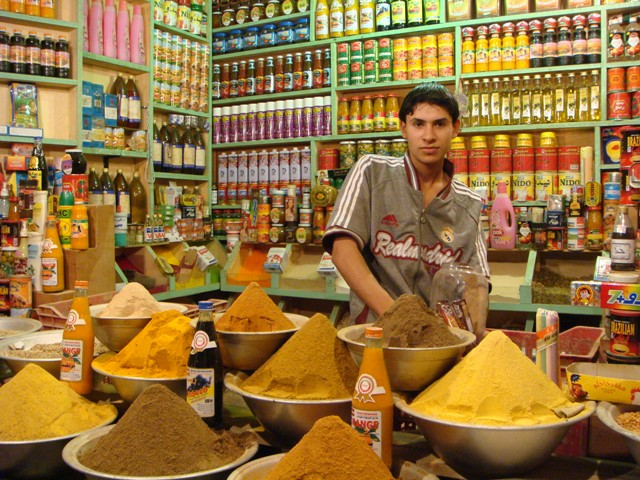
Магазин специй в Эн-Насирии

Во время Первой мировой войны англичане заняли город, в июле 1915 года около 400 британских и индийских солдат и до 2000 турок были убиты в битве за Эн-Насирию 24 июля 1915 года.
В 1920 году Эн-Насирия насчитывала 6523 жителя. Население было этнически разнообразным, 72,7 % жителей были арабами-мусульманами, 8 % евреями, 9,7 % мандеями, 4,6 % персами, 4,3 % лурами и христианами.
В 1930 году в Эн-Насирии была основана первая ячейка Коммунистической партии Ирака. Уроженцем города был Фуад аль-Рикаби, основатель иракской партии Баас в 1950 году. В то время Баас состояла в основном из уроженцев Эн-Насирии, а именно родственников Рикаби.

### Современный период

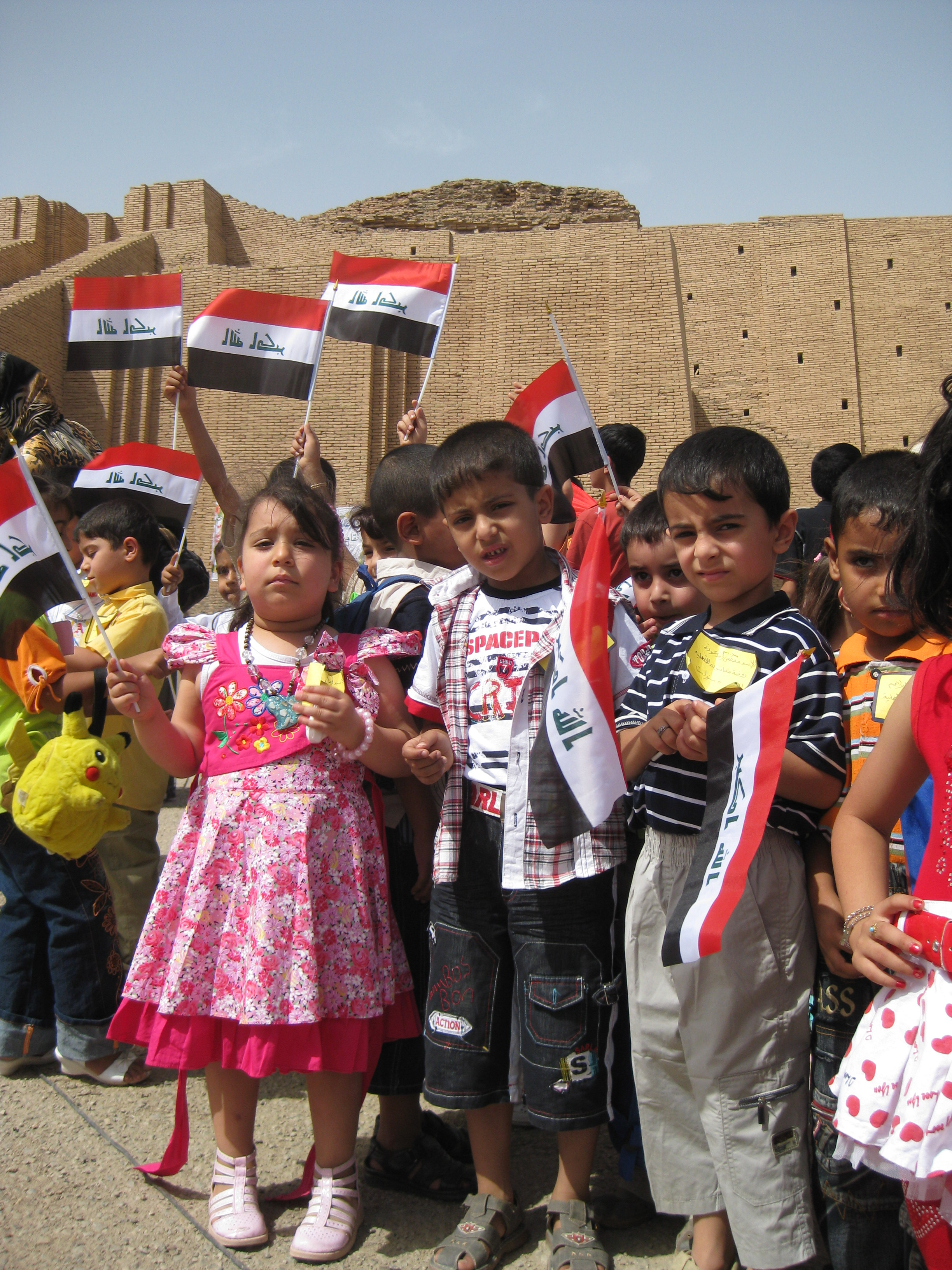
Дети из насирийских школ участвуют в открытии зиккурата Ура в 2009 году (был закрыт после вторжения США в 2003 году). Зиккурат был построен в 2100 г. до н. э. шумерским царём Ур-Намму.

Во время войны в Персидском заливе в 1991 году, Эн-Насирия отмечен как дальний пункт, до которого силы коалиции проникли в Ирак, вместе с американскими 82-й и элементов 101-й воздушно-десантных дивизий, идущих по главной дороге за пределами города. В марте 1991 года, после вывода американских войск в конце войны, население шиитов Эн-Насирии приняло участие в восстании против правления президента Ирака Саддама Хусейна. Восстание было жестоко подавлено иракской армией и республиканской гвардией с многочисленными жертвами среди мирного населения. Многие из жителей Эн-Насирии были убиты иракскими правительственными силами.
До войны 2003 года Эн-Насирия была домом для одной из крупнейших религиозных общин Ирака — мандеев.

### Война в Ираке (2003—2010)
В марте 2003 года Эн-Насирия была местом одного из первых крупных сражений вторжения в Ирак. Филипп Митчелл из Международного института стратегических исследований так описал стратегическую важность города в интервью газете The Guardian:
Насирия является административным и военным штабом округа Маджид. Это важный стратегический пункт на Евфрате. По всем этим причинам Насирия хорошо защищена, что может замедлить вторжение на некоторое время.— Филипп Митчелл
23 марта силы вторжения США попали в засаду в районе города: 11 морских пехотинцев были убиты, рядовые Джессика Линч и Шошана Джонсон были захвачены в плен иракскими войсками. Битва при Насирии между иракскими силами и 2-й экспедиционной бригадой морской пехоты США (2nd Marine Expeditionary Brigade) с позывным «Целевая группа Тарава» (Task Force Tarawa) длилась примерно с 23 по 29 марта. В ходе сражения 18 морских пехотинцев были убиты и более 150 получили ранения, в том числе от дружественного огня самолётов ВВС А-10, при этом иракское сопротивление было подавлено.
Город оставался относительно спокойным после падения режима Саддама Хусейна. В ноябре 2003 года в результате атаки заминированного грузовика погибли 19 итальянских солдат и 11 гражданских, в апреле 2004 года в городе были отмечены столкновения с оккупационными силами.